# Ісперед'ю
Ісперед'ю́ або Іспере́д-Ю або Ізпиред'ю́ (рос. Испередъю, Исперед-Ю, Изпыредъю) — річка в Республіці Комі, Росія, права притока річки Ілич, правої притоки річки Печора. Протікає територією Троїцько-Печорського району.
Річка починається на західних схилах височини Иджид-Парма, протікає на південний захід, південь, південний схід, південний захід, захід та південь.
Притоки:
- праві — Дав'єль, Північний Ізпиред'ювож, Західний Ізпиред'ювож
- ліві — Єфим-Іван-Єль, Східний Ізпиред'ювож, Південний Ізпиред'ювож